# حلزون کانال‌دار
حلزون کانال‌دار (نام علمی: Busycotypus canaliculatus) نام یک گونه از رده شکم‌پایان است.